# 舒达亚格
舒达亚格（羅馬化：Shudayag），旧称桑戈罗多克（Сангородок），是俄罗斯科米共和国的市级镇，属乌赫塔市。
该地2021年有人口3,274人；2010年人口3,411；2002年人口3,625；1989年人口5,138。